# Мендес, Мурилу
Мурилу Мендес (порт. Murilo Monteiro Mendes, 13 мая 1901 — 13 августа 1975) — бразильский поэт и писатель, представитель бразильского сюрреализма.

## Биография
В разные годы работал телеграфистом, бухгалтером, чиновником. В 1950-е годы много путешествовал по Европе. С 1957 года осел в Риме, где читал курсы лекций по бразильской литературе и Данте, в ходе этих лекций поэт познакомился, а потом и подружился с композитором Луиджи Даллапиккола. Последние годы жизни провёл в Португалии.

## Творчество
Начал публиковаться в 1930-х годах. Модернизм ранних работ сочетался с ироническим осмыслением бразильских реалий. Поворотным считается написанный в соавторстве с Жоржи де Лима сборник «Время и вечность» (1935), ознаменовавший принятие Мендесом католицизма. В них ирония уступает место мистицизму и приданию особой значимости графике стихотворения. Работы 1940-х годов (сборник «Метаморфозы», 1944 и др.) отмечены влиянием кубизма, наслаивающимися друг на друга образами. В послевоенные годы обратился к социальным темам, будучи озабоченным складывающейся в мире ситуацией. Сочинения позднего периода творчества характеризуются большой строгостью и аскетичностью.
Три стихотворения Мендеса в переводе на итальянский Руджеро Якобби были положены на музыку композитором Луиджи Даллапикколой в его «Молитвах» (1962). 
Мендес также был известен как арт-критик и коллекционер. Собранные поэтом произведения современного искусства выставлены в носящем его имя музее в бразильском Жуис-ди-Фора, открытом в 2005 году.

## Произведения
- Poemas (1930)
- Restauração da poesia em Cristo (1934)
- Tempo e Eternidade (1935). В соавторстве с Жоржи де Лима.
- A poesia em pânico (1937)
- A idade do serrote (1938)
- O visionário (1941)
- As Metamorfoses (1944)
- O discípulo de Emaús (1944)
- Mundo enigma (1945)
- Liberdade (1947)
- Italianissima: 7 murilogrammi (1965). Одна из «мурилограмм» посвящена Даллапикколе.
- Convergências (1970)